# Bolbosaponaria
Bolbosaponaria es un género de plantas con flores con dos especies  perteneciente a la familia de las cariofiláceas.
Se considera un probable sinónimo de Gypsophila.

## Especies
- Bolbosaponaria kafirniganica V.A.Shults
- Bolbosaponaria sewertzowii (Rgl. & Schmalh.) Bondarenko